# 阿茲特克山
77°48′S 160°31′E / 77.800°S 160.517°E
阿茲特克山（英語：Aztec Mountain）是南極洲的山峰，座標77°48′S 160°31′E，位於維多利亞地的斯科特海岸，處於瑪雅山西南面，海拔高度超過2,000米（6,600英尺），由新西蘭探險隊以阿茲特克古文明命名，現時由南極條約體系管理。